# Clara Prinzhorn
Clara Prinzhorn (* 28. Februar 1861; † nach 1918) war eine deutsche Schriftstellerin und Pädagogin.

## Leben
Clara Prinzhorn besuchte unter anderem in Wolfenbüttel das Lehrerinnenseminar in den dortigen Schloss-Anstalten, bildete sich aber auch im Ausland fort. Ab 1884 unterrichtete sie in der Schuleinrichtung der nach Anna Vorwerk benannten Stiftung in Wolfenbüttel.

## Schriften
- Deutschland, Deutschland über alles!, Wolfenbüttel: Zwißler, 1910
- Ein Klang aus Deutschlands Hohem Liede. Kriegsberichte 1914/16, Verlag von A. Graff, Braunschweig 1916; Digitalisat über die Eberhard Karls Universität Tübingen
  - 2. Auflage, Braunschweig: A. Graff, 1917; Inhaltsverzeichnis
- Aus einem verwunschenen Schlosse. Erinnerungsblätter in Versen, Wolfenbüttel, 1918, überschriben 1921; Inhaltsverzeichnis